# Edinson Gil
Edinson Javier Gil Calderón (Bogotá; 21 de agosto de 1998), más conocido como Edinson Gil, es un actor y modelo colombiano reconocido por su personaje de Fabián Castro en la serie Francisco el matemático (2017) y Pablo Rivas en la telenovela Pa' quererte (2020) de RCN Televisión. 

## Carrera

### 2012- 2016: Primeros trabajos
Alterno a sus clases en el colegio, Edinson estudiaba en una academia de actuación en Bogotá, a sus 17 años terminando sus estudios de actuación realizó su primera aparición en la serie de televisión Sala de urgencias 2, ese mismo año tuvo su primera experiencia cinematográfica al participar en el festival de cine hecho con celulares Smartfilms; con el cortometraje Sempiterno resultando ganador en la categoría "Mejor cortometraje aficionado 2016". Posteriormente participó en el rodaje de la película Mariposas verdes dirigida por el director colombiano Gustavo Nieto Roa.

### 2017-2018: Despegue actoral
El 13 de febrero de 2017 se estrena la séptima temporada de la serie original de RCN televisión Francisco el matemático en donde Edinson protagoniza a Fabian castro, un joven tierno, tranquilo, estudioso y muy inteligente, que le gusta defender a los más vulnerables en especial a su mejor amiga rubí, quien es víctima de acoso escolar por parte de sus compañeros. Su papel en Francisco el matemático lo dio a conocer tanto en Colombia, como en varios países latinoamericanos en donde la serie fue emitida con gran éxito. 
En 2018 personifica a Santiago Olarte, hijo de los abogados Alonso Olarte (Jorge cao) y Adela Zambrano (Alejandra Borrero) en la segunda temporada de La ley del corazón, emitida por el Canal RCN.

### 2020-2021: Pa' Quererte
En 2019 se iniciaron las grabaciones de la exitosa telenovela colombiana Pa' quererte, estrenada en Colombia el 7 de enero de 2020. Edinson protagoniza a Pablo Rivas un joven coqueto, seguro y arrollador, sabe lo que tiene y usa sus cualidades para jugar con el amor de Juliana y Tatiana.

## Filmografía

### Televisión
| Año       | Título                              | Personaje                | Canal              |
| --------- | ----------------------------------- | ------------------------ | ------------------ |
| 2021      | Enfermeras                          | Eduardo                  | Canal RCN          |
| 2020-2021 | Pa' quererte                        | Pablo Rivas              | Canal RCN          |
| 2018-2019 | Loquito por ti                      | Henrry                   | Caracol Televisión |
| 2018-2019 | La ley del corazón 2                | Santiago Olarte Zambrano | Canal RCN          |
| 2017      | Francisco el Matemático: Clase 2017 | Fabian Castro            | Canal RCN          |
| 2016-2017 | Tu voz estéreo                      | Varios personajes        | Caracol Televisión |
| 2016      | Sala de urgencias 2                 | Jhon                     | Canal RCN          |

## Cine
| Año  | Título           | Personaje | Nota                                             |
| ---- | ---------------- | --------- | ------------------------------------------------ |
| 2017 | Mariposas verdes | Walter    | Director: Gustavo Nieto Roa Productora LAP. SAS, |
| 2016 | Sempiterno       | Pacho     | Smartfilms 2016                                  |

## Teatro
| Año  | Título              | Personaje          |
| ---- | ------------------- | ------------------ |
| 2018 | Comediando          | Toño               |
| 2017 | Conflictuados       | Pacheco            |
| 2016 | Que dolor de cabeza | Pedro Gómez        |
| 2015 | Bullying            | Julian Aristizabal |